# موسیو وزو
موسیو وزو (به فرانسوی: Mr. Oizo) نام حرفه‌ای موسیقی‌دان الکترونیک و کارگردانی با نام واقعی کانتن دوپیو (به فرانسوی: Quentin Dupieux) است. نام مستعار او در واقع حالت تغییر شکل یافتهٔ واژهٔ oiseau است که در فرانسوی به معنای «پرنده» است. او در حال حاضر آثارش را تحت یک لیبل موسیقی الکترونیک فرانسوی به نام اد بنگر رکوردز منتشر می‌کند.